# Hemipsilichthys
Hemipsilichthys is een geslacht van straalvinnige vissen uit de familie van de harnasmeervallen (Loricariidae).

## Soorten
- Hemipsilichthys gobio (Lütken, 1874)
- Hemipsilichthys hystrix (Lütken, 1874)
- Hemipsilichthys nimius Pereira, Reis, Souza & Lazzarotto, 2003
- Hemipsilichthys papillatus Pereira, Oliveira & Oyakawa, 2000